# Karaikkudi
Karaikkudi är en stad i den indiska delstaten Tamil Nadu, och tillhör distriktet Sivaganga. Folkmängden uppgick till 106 714 invånare vid folkräkningen 2011, med förorter 181 851 invånare.